# Jimmie Åkesson
Pour les articles homonymes, voir Åkesson (homonymie).
Jimmie Åkesson (né le 17 mai 1979 à Sölvesborg) est un homme politique suédois, chef du parti des Démocrates de Suède (Sverigedemokraterna) depuis le 7 mai 2005.

## Biographie
Jimmie Åkesson naît le 17 mai 1979. Fils d'un chef d'entreprise et d'une aide-soignante, il a été web designer chez BMJ Aktiv, avec Björn Söder, qui est aujourd'hui le secrétaire du parti des Démocrates suédois. Il rejoint d'abord les Modérés, un parti de centre droit économiquement libéral et pro-Union européenne, mais est vite déçu. Il rejoint dans les années 1990 les Démocrates de Suède, qui n'est alors qu'une petite formation aux origines néonazies. Il siège au conseil municipal de Sölvesborg (comté de Blekinge) depuis 1998.

### Président des Démocrates de Suède
Il est choisi en 2005 comme président du parti des Démocrates de Suède à la faveur d'un compromis entre factions rivales. Il instaure progressivement une stratégie de normalisation en tentant d'éloigner les éléments jugés trop extrémistes, racistes ou néo-nazis, et fait changer l’emblème du parti,. Il refuse également toute alliance avec le Front national de Marine Le Pen au Parlement européen.
Le réalignement idéologique du parti et les tensions internes ont conduit au départ d'une partie de ses cadres. Ainsi, un quart des conseillers municipaux élus en 2010 avaient quitté le parti en 2014.
Lors des élections générales suédoises du 19 septembre 2010, Åkesson fut élu député au Riksdag avec 19 autres membres de sa liste. Lors des élections municipales organisées conjointement avec les scrutins législatif et comtal, la liste conduite par Åkesson arriva en troisième position avec un score de 11,77 % (1 306 voix). Lors des élections générales suédoises de septembre 2014, son parti obtient un résultat de 12,9 %, ce qui fait de lui la troisième formation politique du pays. L'ensemble des autres partis suédois refusent toutefois toute alliance ou rapprochement avec la formation politique jugée infréquentable. En octobre 2014, il annonce qu'il prend congé de la vie politique pendant un mois à cause d'une « fatigue chronique ».
Son parti, qu'il dirige depuis dix-sept ans, prend la deuxième place des élections législatives de 2022 avec 20,5 % des voix, derrière le Parti social-démocrate (30,5%), bénéficiant en particulier d'une campagne électorale dominée par les questions sécuritaires. Cette performance le rend incontournable au sein de la coalition de droite, qui a remporté le scrutin d’extrême justesse. Depuis octobre 2022, les SD font partie de la majorité gouvernementale, avec les conservateurs, les chrétiens-démocrates et les libéraux. Bien qu'ils ne détiennent pas de ministères, ils sont perçus comme le parti disposant de la plus grande influence sur la politique du gouvernement. Jimmie Åkesson promet ainsi qu'au terme de la mandature, le royaume aura « la politique de l’asile la plus restrictive d’Europe ».

#### Ligne politique
Sous sa direction, le discours du parti Démocrates de Suède est focalisé sur la critique de l'Union européenne, l'opposition à l'immigration et la lutte contre la criminalité. Jimmie Åkesson se déclare par ailleurs favorable à la suppression de la double nationalité, excepté pour les citoyens nordiques. Il décrit les musulmans comme la « plus grande menace étrangère depuis la Seconde Guerre mondiale ».
S'il se montre très critique à l'égard du gouvernement conservateur de Fredrik Reinfeldt, lui reprochant notamment la hausse du chômage, une étude du groupe de réflexion Tiden montre cependant que le groupe parlementaire des Démocrates de Suède a voté 90 % des projets de lois présentés par le gouvernement en 2012 et 2013. Le parti s'est déplacé plus à droite sur les questions économiques, soutenant en particulier la politique fiscale des conservateurs et la remise en cause du modèle de protection sociale suédois.
Son parti a adopté une position fortement pro-ukrainienne à la suite de l'invasion russe et a appelé la Suède et les gouvernements occidentaux à aider le peuple ukrainien à défendre sa patrie. En 2022, une analyse des votes relatifs à la Russie au Parlement européen a révélé que les Démocrates de Suède étaient le 10e parti le plus critique du parlement, ayant voté contre les intérêts russes dans 93 % des cas. Le rapport a révélé que parmi tous les partis suédois, les Démocrates de Suède étaient les plus critiques à l'égard de la Russie. Après l'invasion russe de l'Ukraine, il s'est débarrassé des membres qui avaient auparavant exprimé leur soutien à Poutine.